# DIINAR
Pour les articles homonymes, voir Dinar (homonymie).
DIINAR.1 (DIctionnaire INformatisé de l’ARabe, version 1), acronyme arabe Ma‘âlî (« Mu‘jam al-‘Arabiyya l-’?l? » –"مـعـالــي" مختصر "معجم العربية الآلي" ), est une ressource linguistique très complète de l’arabe, structurée comme une base de données, et opérant au niveau du mot-forme – ou du mot graphique –, c.-à-d. à ce qu’on appelle le niveau morphologique. Elle a été réalisée en commun, à Tunis à l’IRSIT (Abdelfattah Braham et Salem Ghazali), et en France à l’ENSSIB (Mohamed Hassoun) et à l’université Lumière-Lyon 2 (Joseph Dichy).
• À chaque entrée sont associés des spécificateurs morphosyntaxiques. L’analyse morphologique peut ainsi traiter des entrées en graphie arabe courante non-vocalisée, et la génération morphologique, produire des formes en graphie entièrement, partiellement ou non-vocalisée, selon le besoin. Ces spécificateurs appartiennent à des ensembles finis, mais qui permettent un traitement exhaustif des données, selon une approche entièrement originale.
• Le nombre total des entrées de la ressource linguistique DIINAR.1 est actuellement de 121.522, pour 6,546 racines.
• Le nombre des entrées inclut 445 mots-outils relevant de diverses catégories grammaticales (prépositions, conjonctions, etc.) et le prototype d’une base de données des noms propres de 1.384 entrées. Ces deux types d’entrées comportent leurs propres jeux de spécificateurs morphosyntaxiques (du niveau du mot). Les principales parties de la base de données comprennent, en outre :

 Nombre d’entrées principales appartenant aux catégories lexicales majeures
```
        Noms, y compris adjectifs	                               29.534
        Pluriels brisés –جموع التكسير	                                9.565
        Noms propres (prototype) (أسماء الأعلام)	                        1.384
        Verbes	19.457
        Dérivés nominaux (مشتقات اسمية)
           * formes infinitives (مصادر)	                               23.274
           * participes actifs  (أسماء الفاعل )	                       17.904
           * participes passifs  (أسماء المفعول )  	               13.373
           * adjectifs analogues’ (صفات مشبهة)                	        5.781
           * noms de temps et lieu’ (أسماء المكان والزمان)	       10.370
       
        Total des dérivés nominaux	                               70.702
        Sous total d’entrées principales 	                      121.077
```

Nombre d’entrées principales appartenant aux catégories lexicales majeures

• Diffusion : via ELDA, European Evaluation and Language resources Distribution Agency – Agence Européenne d’évaluation et de Distribution des Ressources linguistiques, 55, rue Brillat-Savarin, 75013-Paris – www.elda.org.
La version actuelle (DIINAR1) a été retirée du catalogue, elle sera remplacée par une version DIINAR2 dans le courant du mois de mai 2010.

• Articles et documents téléchargeables sur le site de DIINAR http://diinar.univ-lyon2.fr/

• Voir également sur le site http://diinar.univ-lyon2.fr/ le rapport du projet européen DIINAR-MBC

## Sources
- [PDF] Thèse en ligne